# Isabel de Castilla (n. 1518)
Isabel de Castilla (Valencia, 1518 - 1565) fue la única hija que llegó a la edad adulta de Germana de Foix.

## Biografía
En los documentos oficiales donde aparece nombrada se le concede el título de «infanta de Castilla» y se la designa como «hija de la Majestad del Emperador». Estuvo en el convento de Nuestra Señora de Gracia el Real de Madrigal, Ávila, en la que convivió con dos hijas naturales de Fernando el Católico, ambas llamadas María.
En el testamento de Germana de Foix, realizado pocos días antes de su muerte en octubre de 1536, se le otorga un collar de 133 perlas gruesas:

Ittem, llegamos (sic) y dexamos aquel hilo de perlas gruessas de nuestra persona, que es el mejor que tenemos, en el qual ay Çiento y treynta (sic) tres perlas, a la sereníssima doña Ysabel, Ynfanta de Castilla, hija de la Mat. del Emperador, mi señor e hijo, y esto por el sobrado amor que tenemos a Su Alteza.

En la carta del duque de Calabria, don Fernando, viudo de Germana, escrita a la emperatriz Isabel, esposa de Carlos I, se nos informa de que esta infanta era hija de la misma Germana:

Con esta irá la copia del dicho testamento auctenticada, porque por ella vea V. Mag. el legado de las perlas que dexa a la serma. infanta doña Ysabel, su hija. V. Magd. mandará screuirme si es servida que se le embien con hombre propio, o si será servida embiar por ellas, o lo que más fuere de su servicio...

Finalmente el secretario de turno, a la hora de resumir el testamento de Germana pondrá como segundo legado más importante, después de una copa de oro que la reina Germana había dejado al Emperador, el destinado a Isabel de Castilla, y de esta forma:

Itero, a la sma. sra. Infanta doña Ysabel, hija de Su Mt., un collar de oro con perlas, el mejor que tiene.

Todo esto lleva a deducir que se trata de la hija bastarda de Carlos I, rey de España, y de la reina viuda de Aragón, Germana de Foix.
Se casó con Rodrigo Manrique de Acuña, hijo del arzobispo de Sevilla, Alfonso Manrique de Lara.
Por una referencia de Pedro Girón, que en sus papeles del año 1537 la cita de un modo muy escueto entre otros personajes de la corte, se deduce que todavía estaba viva ese año y que se hallaba de luto. En el capítulo que titula Dichos satíricos dedicados a diversos personajes, aparece uno que dice:

A doña Isabel de Castilla: Mulier quit ploras, ¿quem querís?
A doña Isabel de Castilla: Mujer que lloras, ¿qué quieres?.